# Auto GP 2011
La stagione 2011 dell'Auto GP fu la seconda del campionato di Auto GP, sorto sulle ceneri del campionato Euroseries 3000. Il campionato iniziò il 14 maggio con un weekend di gare sull'Autodromo di Monza, e terminò, dopo altri 6 appuntamenti, sull'Autodromo del Mugello, il 2 ottobre.
In questa stagione il campionato collaborò con il Campionato mondiale Turismo; le sue gare furono di supporto a molti eventi di tale campionato.

## La pre-stagione

### Calendario
Il calendario fu presentato nel novembre 2010. Prevedeva sei doppi appuntamenti, contro i cinque della passata stagione; la serie avrebbe dovuto correre la sua prima gara fuori dal continente europeo, a Marrakech e affrontare un circuito cittadino, il Bucarest Ring. Successivamente fu decisa la cancellazione della gara in Marocco da parte del WTCC, e la conseguente sua sostituzione con una gara in Europa, precisamente sull'Hungaroring.
Il 23 giugno, a campionato in corso, venne cancellata la tappa di Bucarest. Il circuito non ottenne in tempo l'omologazione della FIA necessaria per poter ospitare l'evento. Venne fissata perciò un weekend di gare il 1-2 ottobre presso l'Autodromo del Mugello.
| Gara | Gara | Circuito                         | Giri | Lunghezza              | Data        | Ora   | Supporto  |
| ---- | ---- | -------------------------------- | ---- | ---------------------- | ----------- | ----- | --------- |
| 1    | G1   | Autodromo Nazionale Monza        | 16   | 16x5,793 km= 92,688 km | 14 maggio   | 15:00 | WTCC 2011 |
| 1    | G2   | Autodromo Nazionale Monza        | 13   | 13x5,793 km= 75,309 km | 15 maggio   | 14:00 | WTCC 2011 |
| 2    | G1   | Hungaroring, Budapest            | 21   | 21x3,975 km= 83,475 km | 4 giugno    | 13:15 | WTCC 2011 |
| 2    | G2   | Hungaroring, Budapest            | 16   | 16x3,975 km= 63,600 km | 5 giugno    | 11:10 | WTCC 2011 |
| 3    | G1   | Circuito Masaryk, Brno           | 17   | 17x5,403 km= 91,851 km | 19 giugno   | 09:05 | WTCC 2011 |
| 3    | G2   | Circuito Masaryk, Brno           | 13   | 13x5,403 km= 70,239 km | 19 giugno   | 14:05 | WTCC 2011 |
| 4    | G1   | Donington Park                   | 21   | 21x4,020 km=84,420 km  | 16 luglio   | 10:45 | WTCC 2011 |
| 4    | G2   | Donington Park                   | 17   | 17x4,020 km=68,340 km  | 17 luglio   | 13:05 | WTCC 2011 |
| 5    | G1   | Motorsport Arena Oschersleben    | 24   | 24x3,693 km=88,632 km  | 30 luglio   | 11:15 | WTCC 2011 |
| 5    | G2   | Motorsport Arena Oschersleben    | 19   | 19x3,693 km=70,167 km  | 31 luglio   | 10:10 | WTCC 2011 |
|      | G1   | Bucarest Ring                    |      |                        | 20 agosto   |       |           |
| G2   |      | Bucarest Ring                    |      | 21 agosto              |             |       |           |
| 6    | G1   | Circuito Ricardo Tormo, Valencia | 22   | 22x4,005 km= 88,110 km | 3 settembre | 13:35 | WTCC 2011 |
| 6    | G2   | Circuito Ricardo Tormo, Valencia | 17   | 17x4,005 km=68,085 km  | 4 settembre | 11:10 | WTCC 2011 |
| 7    | G1   | Autodromo del Mugello, Scarperia | 17   | 17x5,245 km=89,165 km  | 1º ottobre  | 14:20 |           |
| 7    | G2   | Autodromo del Mugello, Scarperia | 13   | 13x5,245 km=68,185 km  | 2 ottobre   | 14:50 |           |

### Test
Quello effettuato sul Circuito di Barcellona il 23 e 24 marzo è un test collettivo.
| Circuito                          | Data       | Pilota più veloce  | Team              | Tempo    |
| --------------------------------- | ---------- | ------------------ | ----------------- | -------- |
| Circuito Ricardo Tormo, Valencia  | 17 gennaio | Giovanni Venturini | Durango           | 1:23.1   |
| Circuito Ricardo Tormo, Valencia  | 18 gennaio | Marco Barba        | Campos Racing     | 1:21.8   |
| Circuito di Catalogna, Barcellona | 23 marzo   | Luca Filippi       | Super Nova Racing | 1:32.676 |
| Circuito di Catalogna, Barcellona | 24 marzo   | Luca Filippi       | Super Nova Racing | 1:31.933 |
| Autodromo Nazionale Monza         | 29 marzo   | Fabrizio Crestani  | Team Lazarus      | 1:35.740 |

## Piloti e scuderie

### Tabella riassuntiva
| Team                 | No. | Pilota               | Weekend di gara |
| -------------------- | --- | -------------------- | --------------- |
| DAMS                 | 1   | Sergej Afanas'ev     | 1-3, 5-7        |
| DAMS                 | 2   | Rio Haryanto         | 1-4, 6-7        |
| DAMS                 | 2   | Kevin Korjus         | 5               |
| Gravity Charouz-DAMS | 3   | Adrien Tambay        | 1-3             |
| TP Formula           | 4   | Samuele Buttarelli   | Tutti           |
| TP Formula           | 17  | Pasquale Di Sabatino | 2-7             |
| Ombra Racing         | 5   | Kevin Ceccon         | Tutti           |
| Ombra Racing         | 6   | Francesco Dracone    | 4-7             |
| Ombra Racing         | 11  | Pasquale Di Sabatino | 1               |
| Ombra Racing         | 11  | Stefano Bizzarri     | 2               |
| Ombra Racing         | 71  | Michele La Rosa      | 2               |
| Emmebi Motorsport    | 6   | Francesco Dracone    | 1-3             |
| Griffitz Durango     | 7   | Giovanni Venturini   | Tutti           |
| Griffitz Durango     | 8   | Giuseppe Cipriani    | Tutti           |
| Super Nova Racing    | 9   | Adrian Zaugg         | 1               |
| Super Nova Racing    | 9   | Jon Lancaster        | 3-4             |
| Super Nova Racing    | 9   | Luca Filippi         | 7               |
| Super Nova Racing    | 10  | Luca Filippi         | 1-4, 6          |
| Lazarus              | 15  | Fabrizio Crestani    | Tutti           |
| Lazarus              | 16  | Fabio Onidi          | Tutti           |
| Campos Racing        | 22  | Bruno Méndez         | 1-5             |
| Campos Racing        | 22  | Adam Carroll         | 6-7             |
| Campos Racing        | 23  | Adrian Campos Jr.    | 1, 4-6          |
| Campos Racing        | 23  | Rodolfo González     | 2               |
| Campos Racing        | 33  | Marco Barba          | 1-3             |
| Campos Racing        | 33  | Adam Carroll         | 4               |
| Campos Racing        | 33  | Adrien Tambay        | 5-7             |
| MP Motorsport        | 27  | Daniël de Jong       | 4-7             |

- Tutti i piloti utilizzano vetture Lola B05/52 a motore Zytek.

## Riprese televisive
Grazie all'accordo col WTCC le gare del campionato vennero trasmesse dalla stessa emittente che segue il campionato Turismo, Eurosport. Le gare che si svolsero nell'ambito dei weekend del WTCC furono visibili anche negli Stati Uniti, trasmesse da Speed TV. In questi appuntamenti le gare venivano riprese in HD.

## Montepremi
Per il 2011 il montepremi fu di 700.000 Euro, con l'assegnazione di 60.000 al primo, 25.000 al secondo e 15.000 al terzo di una classifica stilata sulla base dei risultati delle due gare di ciascun appuntamento.
Al vincitore della serie e a quello della classifica riservata agli under 21 venne data l'opportunità di testare una vettura di GP2.

## Modifiche al regolamento

### Numerazione
In questa stagione l'attribuzione dei numeri di gara divenne libera. Ciascun team poté decidere con che numero far gareggiare le proprie vetture. Gli unici numeri riservati furono l'1 e lo 01, che vennero attribuiti al team vincitore della stagione 2010, la francese DAMS.

### Classifica Under 21
Da questa stagione venne stilata anche una classifica riservata a tutti i piloti under 21.

### Sistema di punteggio
Per gara 1 venne adottato il sistema di punteggio in uso in Formula 1. Ciò comportò una modifica anche del punteggio di gara 2.
| Sistema di punteggio | Sistema di punteggio | Sistema di punteggio | Sistema di punteggio | Sistema di punteggio | Sistema di punteggio | Sistema di punteggio | Sistema di punteggio | Sistema di punteggio | Sistema di punteggio | Sistema di punteggio | Sistema di punteggio | Sistema di punteggio |
| In vigore nel 2010   | In vigore nel 2010   | In vigore nel 2010   | In vigore nel 2010   | In vigore nel 2010   | In vigore nel 2010   | In vigore nel 2010   | In vigore nel 2010   | In vigore nel 2010   | In vigore nel 2010   | In vigore nel 2010   | In vigore nel 2010   | In vigore nel 2010   |
| Posizione            | 1°                   | 2°                   | 3°                   | 4°                   | 5°                   | 6°                   | 7°                   | 8°                   | 9°                   | 10°                  | Pole                 | GPV                  |
| -------------------- | -------------------- | -------------------- | -------------------- | -------------------- | -------------------- | -------------------- | -------------------- | -------------------- | -------------------- | -------------------- | -------------------- | -------------------- |
| Gara 1               | 10                   | 8                    | 6                    | 5                    | 4                    | 3                    | 2                    | 1                    |                      |                      | 1                    | 1                    |
| Gara 2               | 6                    | 5                    | 4                    | 3                    | 2                    | 1                    |                      |                      |                      |                      |                      | 1                    |
| In vigore dal 2011   |                      |                      |                      |                      |                      |                      |                      |                      |                      |                      |                      |                      |
| Gara 1               | 25                   | 18                   | 15                   | 12                   | 10                   | 8                    | 6                    | 4                    | 2                    | 1                    | 1                    | 1                    |
| Gara 2               | 18                   | 13                   | 10                   | 8                    | 6                    | 4                    | 2                    | 1                    |                      |                      |                      | 1                    |

## Riassunto della stagione

### Weekend di Monza
Nelle prove del venerdì Adrian Campos jr. esce di pista all'Ascari, si lesiona una vertebra e non può proseguire nel corso del fine settimana.
In gara 1 in partenza Giovanni Venturini tiene la testa, mentre Adrien Tambay passa Fabrizio Crestani che partiva dalla prima fila. Il francese va lungo alla prima variante, tanto dover cedere la prima posizione a Venturini. Alla Roggia contatto tra Crestani e Tambay: l'italiano è costretto al ritiro, mentre il francese prosegue con l'ala posteriore danneggiata. Contatto anche tra Cipriani e Haryanto, ed entrambi costretti al ritiro.  Dopo cinque giri dal termine Tambay è costretto dai commissari ad andare ai box per il problema all'ala posteriore. Adrian Zaugg parte dopo 6 giri, per un gusto al motore.
Al pit stop problemi per Fabrizio Onidi, che si trovava in terza posizione e Luca Filippi che si presenta al cambio gomma con un giro d'anticipo ed è costretto a proseguire.
Vince Venturini davanti a Filippi e Buttarelli.
In gara 2 dominio di Fabrizio Onidi che scatta dalla pole e mantiene la testa per tutta la gara. Alla partenza è protagonista Tambay che si ritrova secondo. Durante tutta la gara il francese tallona Onidi, però senza riuscire a impensierirlo.

### Weekend di Budapest
In gara 1 scatta bene Fabio Onidi che dalla terza posizione in griglia passa in testa davanti a Luca Filippi e Kevin Ceccon. Al sesto giro Filippi passa Onidi ma un problema al pit stop lo fa retrocedere nelle posizioni di rincalzo.
Dopo una serie di cambio gomme è Kevin Ceccon a trovarsi davanti a Giovanni Venturini e Adrien Tambay. Marco Barba ha un incidente alla prima curva, tanto da far entrare la safety car.  La vettura di sicurezza si pone davanti a Filippi e non del capofila Ceccon che accumula sul gruppo un vantaggio considerevole che gli consente di effettuare il cambio gomme senza dover cedere la testa della gara.
A fine corsa, però, la Direzione Gara ha deciso di penalizzare Ceccon di un minuto per non aver rispettato le bandiere gialle, retrocedendolo così al quinto posto. Il suo team Ombra si è appellato contro tale decisione; la classifica resta congelata fino alla pronuncia definitiva della Federazione Ungherese. Il 17 giugno viene confermata la vittoria di Ceccon; la penalizzazione viene portata a 25 secondi, pari al tempo per uno stop and go durante la gara.
Nella seconda gara parte in testa Rodolfo González, seguito da Fabrizio Crestani e Sergej Afanas'ev. Nel corso del primo giro un contatto tra il venezuelano e l'italiano elimina entrambi dalle posizioni di testa. Afanasiev ne approfitta è conduce la gara in testa fino al termine. Dietro al russo si pone Luca Filippi che, scattato dalla undicesima piazza, è riuscito in partenza a sfilare ben sette vetture.

### Weekend di Brno
La pista è umida per la pioggia della notte; la direzione consente ai piloti di effettuare un giro per valutare le condizioni del tracciato.
Alla partenza di gara 1 vi è subito una situazione caotica: Giovanni Venturini, Marco Barba e Francesco Dracone si toccano e sono costretti tutti e tre al ritiro. Alla seconda curva altri tre piloti escono di pista e sono costretti al ritiro: Adrien Tambay, Fabio Onidi e Bruno Mendez. La safety car entra in pista per permettere la rimozione delle vetture e molti piloti entrano a cambiare le gomme. Dopo 5 giri la gara riprende. In testa c'è ancora Rio Haryanto, seguito da Samuele Buttarelli, Luca Filippi e Fabrizio Crestani.
Buttarelli al giro seguente passa al cambio gomme, mentre nelle retrovie Lancaster guadagna due posizioni. Al 13º giro il leader della gara, Haryanto fa il suo pit stop; passa in testa Filippi, seguito da Crestani e Kevin Ceccon. Filippi mantiene la testa della gara fino all'arrivo.
Al termine della gara, la direzione considera Venturini e Mendez responsabili per i due incidenti del primo giro. Venturini subisce una reprimenda scritta, mentre Mendez l'arretramento di dieci posizioni sulla griglia di partenza delle prossime due gare;  la sanzione è sospesa e verrà applicata solo in caso di recidiva.
Nella seconda gara non c'è Mendez, che a causa dell'incidente della prima gara, non ha la vettura a disposizione, per la rottura della scocca. Parte bene dalla pole Sergei Afanasiev mentre Jon Lancaster crea scompiglio facendo quasi spegnare il motore della sua monoposto. Afanasiev rovina la partenza alla seconda curva andando largo e facendosi passare da quasi tutto il gruppo. Intanto Haryanto ha passato Buttarelli, che però riprende la posizione ed è in testa davanti a Haryanto e Luca Filippi.
Al giro 7 Dracine esce di pista ed è costretto al ritiro, mentre si sviluppa una lotta serrata tra Crestani e Pasquale Di Sabatino per il quarto posto e tra Lancaster e Onidi per il sesto. Al giro seguente Crestani passa e Di Sabatino perde ulteriori due posizioni. La radio della sua vettura si è staccata e impedisce liberi movimenti nell'abitacolo al pilota.
Vince Buttarelli, davanti a Haryanto e Filippi.

### Weekend di Donington
La gara 1 è caratterizzata dalla pioggia, tanto che le vetture partono dietro la safety car. La vettura di sicurezza rientra al sesto giro ma già al terzo giro viene aperta la pit lane per il pit stop obbligatorio: ne approfittano subito le SuperNova, Fabrizio Crestani, Kevin Ceccon e Daniël de Jong. Le altre vetture aspettano un giro perdendo così la possibilità di stare davanti alla ripartenza.
Alla ripartenza della gara Luca Filippi passa Rio Haryanto (che non ha effettuato il cambio gomme), mentre nelle retrovie è Jon Lancaster protagonista di una bella rimonta: prima passa Kevin Ceccon poi approfitta di un errore di Fabrizio Crestani e si pone così al secondo posto all'inseguimento di Filippi.
L'inglese annulla il ritardo, è dopo quattro giri passa l'italiano alla curva Coppice. Filippi tenta di tenere il ritmo di Lancaster, ma senza riuscire a impensierirlo nuovamente. Chiude terzo Crestani davanti a Ceccon e Adam Carroll che al penultimo giro passa il compagno di scuderia Mendéz.
Fabio Onidi si frattura il polso in un'uscita in gara 1 è così non partecipa a gara 2.
Alla partenza di gara 2 Simone Buttarelli, partito dalla pole, resiste all'attacco di Bruno Méndez, e conduce i primi giri creando un certo distacco dagli inseguitori. Adam Carroll invece brucia alla partenza Daniël de Jong e s'installa al terzo posto, prima di passare anche Méndez. Méndez perde un'ulteriore posizione al sesto giro, passato da Fabrizio Crestani, che alla partenza aveva passato Ceccon e de Jong.
Le fasi più incerte della gara riguardano la lotta per le posizioni di rincalzo: Lancaster e Filippi battagliano a lungo per la quarta posizione. Al quarto giro Lancaster passa Filippi alla Coppice e l'italiano risponde al tornantino: Lancaster riprende la quarta piazza al sesto passaggio. Altro bel duello quello tra Ceccon e Venturini per il sesto posto e tra de Jong e Haryanto con l'olandese costretto al ritiro per un contatto che costa ad Haryanto una penalizzazione di 25 secondi in classifica.
Vince per la seconda volta in campionato Buttarelli, davanti a Carroll e Crestani.

### Weekend di Oschersleben
Nella gara 1 la partenza è caratterizzata subito da un incidente. Chi parte dal lato della pole trova la pista più asciutta: scatta bene il poleman Fabrizio Crestani, ma poco dopo la sua vettura viene colpita da quella di Samuele Buttarelli, che, partito dalla sesta piazza, commette un errore alla prima curva.
Ne approfitta Afanas'ev che prende il comando, seguito da Adrien Tambay. Dietro Fabio Onidi passa Kevin Ceccon alla prima curva e s'installa al terzo posto.
Tambay si fa minaccioso nei confronti del russo dopo il pit stop. Per il terzo posto invece l'estone Kevin Korjus approfitta di due pit stop poco veloci di Onidi e Ceccon, e passa entrambi. L'estone sconta gomme fredde tanto che Onidi cerca di riprendersi la posizione con una manovra di sorpasso all'esterno: Korjus chiude Onidi che viene passato da Ceccon. La lotta è proseguita fino a quando un problema tecnico ha costretto l'estone al ritiro.
Vince Afanasiev, davanti a Tambay e Ceccon che resiste agli ultimi attacchi di Onidi nel finale.
La pioggia colpisce il circuito poco prima del via ma si asciuga anche rapidamente. I primi tre giri della gara sono svolti dietro la safety car. Alla ripartenza Venturini viene pressato da Daniël de Jong che ha subito passato Pasquale Di Sabatino. Nelle retrovie si fa vedere Adrien Tambay, che passa presto Ceccon per poi lottare con Onidi per il quarto posto.
Tambay, nel tentativo di passare Onidi, rovina l'ala anteriore ma passa e riesce anche a proseguire la rimonta superando Di Sabatino e poi mettendo pressione anche a De Jong. La lotta fra i due si conclude al giro 12 quando l'olandese chiude il francese e i due entrano in contatto, con Tambay che va in testacoda e viene passato da Afanasiev.
A due giri dalla fine de Jong è autore di un errore che consente sia ad Afanasiev che Tambay di salire sul podio dietro al vincitore Venturini.

### Weekend di Valencia
In gara 1 Sergej Afanas'ev parte dalla pole e mantiene la tesa della gara; dietro Fabio Onidi ha un ottimo spunto e si ritrova secondo, dopo essere partito dalla quinta piazza. Dietro di lui si pongono Adam Carroll e Kevin Ceccon.
Al quarto giro si fermano, tra gli altri Ceccon, Rio Haryanto, e Filippi. Un problema al fissaggio di una ruota fa perdere molto tempo ai box al pilota piemontese della Super Nova. Stesso problema per Carroll che scende al sesto posto.
Grazie a un veloce cambio gomme e alla difficoltà di Afanasiev di passare Dracone, che non aveva ancora cambiato gli pneumatici, Onidi si avvicina al russo ma senza riuscire a passarlo. Terzo alla fine è Ceccon, che resiste agli attacchi di Crestani e Haryanto.
Nella gara della domenica Adam Carroll mantiene il comando partendo dalla pole; è seguito da Rio Haryanto che passa Simone Buttarelli. Dietro Tambay è quarto, davanti a Crestani, Campos e Onidi.
Al quinto giro, dopo una lunga pressione l'indonesiano ha passato Carroll che, successivamente, è stato attaccato anche da Buttarelli. Al nono giro Onidi ha passato Campos con una manovra molto decisa.
La pressione di Buttarelli su Carroll però non è stata premiata col sorpasso, e il britannico ha mantenuto sul traguardo la seconda posizione per meno di un secondo. Vince così Haryanto, davanti a Carroll e Buttarelli. Con l'ottavo posto Kevin Ceccon si è aggiudicato matematicamente il titolo Under 21.

### Weekend del Mugello

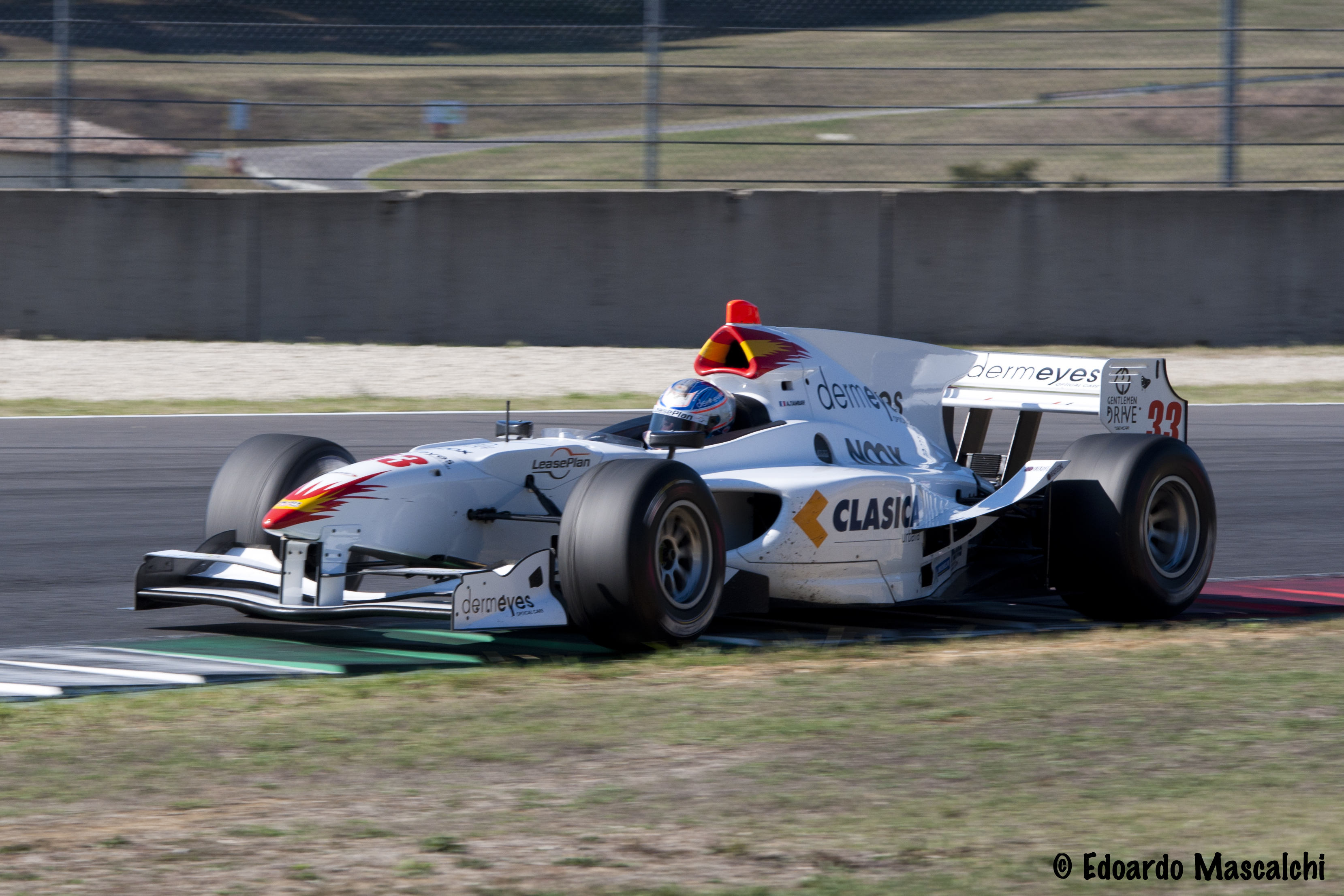
Adrien Tambay impegnato nel weekend del Mugello.

Ben 8 piloti possono ancora aggiudicarsi il titolo, prima dell'ultimo appuntamento sul Circuito del Mugello.
Nella prima gara Samuele Buttarelli è protagonista di una vistosa partenza anticipata. Il pilota è stato penalizzato con un drive through. Adam Carroll fa spegnere invece la sua monoposto; la direzione di gara opta per una seconda partenza, con la riduzione di un giro della prova. Carroll è così costretto a ripartire dai box.
Adrien Tambay scatta in testa, seguito da Luca Filippi, che partiva dalla seconda fila, e Fabio Onidi, che partiva dalla terza. Il leader della classifica, Kevin Ceccon parte male, scivolando in ottava posizione, ma grazie a un buon ritmo, dopo i pit stop si trova quarto.
Filippi ha pressato Tambay per tutta la gara, ma non riuscendo mai a superarlo, nemmeno posticipando di un giro il pit stop obbligatorio. Grazie a questi risultati Filippi lima a 9 punti la distanza dal primo posto in classifica, Afanasiev (sesto in gara) scivola a 11 punti, mentre Tambay, con 18 punti di distacco da Ceccon, può ancora matematicamente sperare nel titolo.
In gara 2 Adam Carroll sfrutta bene la pole prendendo la testa della contesa, mentre Afanasiev spegne la monoposto, dicendo così addio alle possibilità di titolo. Dietro il britannico c'è Rio Haryanto; nelle retrovie Luca Filippi si pone in quinta posizione mentre Kevin Ceccon è penalizzato dai problemi di Afanasiev e si trova solo ottavo. Filippi ha proseguito la rimonta fino al quarto posto, che mette in pericolo il titolo per Ceccon. Ceccon si è rifatto al giro sette, quando ha passato Venturini, installandosi al settimo posto.
Le posizioni restano cristallizzate. Vince Carroll, davanti a Haryanto e Crestani. Il titolo piloti va a Kevin Ceccon, che aveva già vinto quello under21, e quello per le scuderie alla DAMS, che aveva già trionfato nel 2010.

## Risultati e classifiche

### Risultati
| Gara | Gara | Circuito     | Tempo     | Velocità     | Pole Position      | GPV              | Vincitore          | Team              |
| ---- | ---- | ------------ | --------- | ------------ | ------------------ | ---------------- | ------------------ | ----------------- |
| 1    | G1   | Monza        | 26'43"146 | 208,12 km/h  | Giovanni Venturini | Luca Filippi     | Giovanni Venturini | Durango           |
| 1    | G2   | Monza        | 21'15"591 | 212,59 km/h  |                    | Adrian Zaugg     | Fabio Onidi        | Team Lazarus      |
| 2    | G1   | Budapest     | 35'17"721 | 141,93 km/h  | Luca Filippi       | Luca Filippi     | Kevin Ceccon       | Ombra Racing      |
| 2    | G2   | Budapest     | 25'47"593 | 147,97 km/h  |                    | Luca Filippi     | Sergej Afanas'ev   | DAMS              |
| 3    | G1   | Brno         | 33'48"471 | 163,02 km/h  | Rio Haryanto       | Jon Lancaster    | Luca Filippi       | Super Nova Racing |
| 3    | G2   | Brno         | 22'57"865 | 183,51 km/h  |                    | Kevin Ceccon     | Samuele Buttarelli | TP Formula        |
| 4    | G1   | Donington    | 38'46"643 | 130,64 km/h  | Adam Carroll       | Jon Lancaster    | Jon Lancaster      | Super Nova Racing |
| 4    | G2   | Donington    | 22'36"788 | 181,39 km/h  |                    | Kevin Ceccon     | Samuele Buttarelli | TP Formula        |
| 5    | G1   | Oschersleben | 32'58"137 | 161,43 km/h  | Fabrizio Crestani  | Sergej Afanas'ev | Sergej Afanas'ev   | DAMS              |
| 5    | G2   | Oschersleben | 30'25"268 | 123,92 km/h  |                    | Kevin Ceccon     | Giovanni Venturini | Durango           |
| 6    | G1   | Valencia     | 32'18"625 | 163,61 km/h  | Sergej Afanas'ev   | Luca Filippi     | Sergej Afanas'ev   | DAMS              |
| 6    | G2   | Valencia     | 24'42"401 | 165,34 km/h  |                    | Rio Haryanto     | Rio Haryanto       | DAMS              |
| 7    | G1   | Mugello      | 26'22"153 | 190,949 km/h | Adrien Tambay      | Adam Carroll     | Adrien Tambay      | Campos Racing     |
| 7    | G2   | Mugello      | 20'58"731 | 195,010 km/h |                    | Rio Haryanto     | Adam Carroll       | Campos Racing     |

- La griglia di partenza di gara 2 è determinata dalla classifica di gara 1, in cui vengono invertite le prime otto posizioni.

### Classifica piloti
I punti sono assegnati secondo lo schema seguente:
| Sistema di punteggio | Sistema di punteggio | Sistema di punteggio | Sistema di punteggio | Sistema di punteggio | Sistema di punteggio | Sistema di punteggio | Sistema di punteggio | Sistema di punteggio | Sistema di punteggio | Sistema di punteggio | Sistema di punteggio | Sistema di punteggio |
| Posizione            | 1°                   | 2°                   | 3°                   | 4°                   | 5°                   | 6°                   | 7°                   | 8°                   | 9°                   | 10°                  | Pole                 | GPV                  |
| -------------------- | -------------------- | -------------------- | -------------------- | -------------------- | -------------------- | -------------------- | -------------------- | -------------------- | -------------------- | -------------------- | -------------------- | -------------------- |
| Gara 1               | 25                   | 18                   | 15                   | 12                   | 10                   | 8                    | 6                    | 4                    | 2                    | 1                    | 1                    | 1                    |
| Gara 2               | 18                   | 13                   | 10                   | 8                    | 6                    | 4                    | 2                    | 1                    |                      |                      |                      | 1                    |

| Pos | Pilota               | MZA | MZA | HUN | HUN | BRN | BRN | DON | DON | OSC | OSC | VAL | VAL | MUG | MUG | Punti |
| --- | -------------------- | --- | --- | --- | --- | --- | --- | --- | --- | --- | --- | --- | --- | --- | --- | ----- |
| 1   | Kevin Ceccon         | 5   | 3   | 1   | 10  | 3   | 7   | 4   | 6   | 3   | 6   | 3   | 8   | 4   | 7   | 130   |
| 2   | Luca Filippi         | 2   | 6   | 11  | 2   | 1   | 3   | 2   | 5   |     |     | 12  | 7   | 2   | 4   | 127   |
| 3   | Sergej Afanas'ev     | 4   | 10  | 5   | 1   | 8   | 9   |     |     | 1   | 2   | 1   | 14  | 6   | 13  | 117   |
| 4   | Adrien Tambay        | Rit | 2   | 2   | 4   | Rit | 8   |     |     | 2   | 3   | 6   | 4   | 1   | 6   | 114   |
| 5   | Fabio Onidi          | 8   | 1   | 4   | 6   | Rit | 5   | 13† | NP  | 4   | 10  | 2   | 6   | 3   | 5   | 99    |
| 6   | Fabrizio Crestani    | Rit | 9   | 7   | 14  | 2   | 4   | 3   | 3   | Rit | 9   | 4   | 5   | 7   | 3   | 92    |
| 7   | Rio Haryanto         | Rit | 11  | 10  | 5   | 6   | 2   | 11  | 11  |     |     | 5   | 1   | 5   | 2   | 82    |
| 8   | Samuele Buttarelli   | 3   | 8   | 13  | 16† | 7   | 1   | 8   | 1   | Rit | 8   | 7   | 3   | 10  | 8   | 81    |
| 9   | Giovanni Venturini   | 1   | 5   | 3   | 7   | Rit | 11  | 9   | 7   | 8   | 1   | 10  | 9   | 11  | 9   | 76    |
| 10  | Adam Carroll         |     |     |     |     |     |     | 5   | 2   |     |     | 8   | 2   | 8   | 1   | 64    |
| 11  | Jon Lancaster        |     |     |     |     | 4   | 6   | 1   | 4   |     |     |     |     |     |     | 51    |
| 12  | Pasquale Di Sabatino | 7   | 12  | 8   | 8   | 5   | 13† | 10  | Rit | 7   | 4   | 11  | 10  | 9   | 10  | 38    |
| 13  | Bruno Méndez         | 9   | 15  | 9   | 3   | Rit | NP  | 7   | Rit | 9   | SQ  |     |     |     |     | 22    |
| 14  | Daniël de Jong       |     |     |     |     |     |     | 6   | 8   | 6   | 7   | 13  | 11  |     |     | 19    |
| 15  | Marco Barba          | 6   | 4   | Rit | 9   | Rit | 10  |     |     |     |     |     |     |     |     | 16    |
| 16  | Adrián Campos Jr.    | INF | INF |     |     |     |     | NP  | 9   | 5   | 11  | 9   | 15† |     |     | 12    |
| 17  | Rodolfo González     |     |     | 6   | 15  |     |     |     |     |     |     |     |     |     |     | 8     |
| 18  | Kevin Korjus         |     |     |     |     |     |     |     |     | 10† | 5   |     |     |     |     | 7     |
| 19  | Adrian Zaugg         | 11  | 7   |     |     |     |     |     |     |     |     |     |     |     |     | 3     |
| 20  | Giuseppe Cipriani    | Rit | 14  | 15  | 13  | 9   | 12  | 12  | Rit | Rit | 13† | 15  | 12  | 13† | Rit | 2     |
| 21  | Francesco Dracone    | 10  | 13  | 12  | 12  | Rit | 14† | Rit | 10  | Rit | 12† | 14  | 13  | 14† | 11  | 1     |
| 22  | Stefano Bizzarri     |     |     | 14  | 11  |     |     |     |     |     |     |     |     |     |     | 0     |
| 23  | Michele la Rosa      |     |     |     |     |     |     |     |     |     |     |     |     | 12  | 12  | 0     |
| Pos | Pilota               | MZA | MZA | HUN | HUN | BRN | BRN | DON | DON | OSC | OSC | VAL | VAL | MUG | MUG | Punti |

| Colore  | Risultato             |
| ------- | --------------------- |
| Oro     | Vincitore             |
| Argento | 2º posto              |
| Bronzo  | 3º posto              |
| Verde   | Finito a punti        |
| Blu     | Finito senza punti    |
| Viola   | Ritirato (Rit)        |
| Viola   | Non classificato (NC) |
| Rosso   | Non qualificato (NQ)  |
| Nero    | Squalificato (SQ)     |
| Bianco  | Non partito (NP)      |
| Bianco  | Non ha gareggiato     |
| Bianco  | Infortunato (INF)     |
| Bianco  | Escluso (ES)          |
| Bianco  | Gara cancellata (C)   |

### Classifica under 21
| Pos | Pilota             | MZA | MZA | HUN | HUN | BRN | BRN | DON | DON | OSC | OSC | VAL | VAL | MUG | MUG | Punti |
| --- | ------------------ | --- | --- | --- | --- | --- | --- | --- | --- | --- | --- | --- | --- | --- | --- | ----- |
| 1   | Kevin Ceccon       | 5   | 3   | 1   | 10  | 3   | 7   | 4   | 2   | 3   | 6   | 3   | 8   | 4   | 7   | 222   |
| 2   | Adrien Tambay      | Rit | 2   | 2   | 4   | Rit | 8   |     |     | 2   | 3   | 6   | 4   | 1   | 6   | 159   |
| 3   | Samuele Buttarelli | 3   | 8   | 13  | 16  | 7   | 1   | 8   | 1   | Rit | 8   | 7   | 3   | 10  | 8   | 148   |
| 4   | Giovanni Venturini | 1   | 5   | 3   | 7   | Rit | 11  | 9   | 7   | 8   | 1   | 10  | 9   | 11  | 9   | 147   |
| 5   | Rio Haryanto       | Rit | 11  | 10  | 5   | 6   | 2   | 11  | 11  |     |     | 5   | 1   | 5   | 2   | 143   |
| 6   | Bruno Méndez       | 9   | 15  | 9   | 3   | Rit | NP  | 7   | Rit | 9   | SQ  |     |     |     |     | 71    |
| 7   | Daniël de Jong     |     |     |     |     |     |     | 6   | 8   | 6   | 7   | 13  | 11  |     |     | 59    |
| 8   | Kevin Korjus       |     |     |     |     |     |     |     |     | 10† | 5   |     |     |     |     | 18    |
| 9   | Stefano Bizzarri   |     |     | 14  | 11  |     |     |     |     |     |     |     |     |     |     | 10    |
| Pos | Pilota             | MZA | MZA | HUN | HUN | BRN | BRN | DON | DON | OSC | OSC | VAL | VAL | MUG | MUG | Punti |

| Colore  | Risultato             |
| ------- | --------------------- |
| Oro     | Vincitore             |
| Argento | 2º posto              |
| Bronzo  | 3º posto              |
| Verde   | Finito a punti        |
| Blu     | Finito senza punti    |
| Viola   | Ritirato (Rit)        |
| Viola   | Non classificato (NC) |
| Rosso   | Non qualificato (NQ)  |
| Nero    | Squalificato (SQ)     |
| Bianco  | Non partito (NP)      |
| Bianco  | Non ha gareggiato     |
| Bianco  | Infortunato (INF)     |
| Bianco  | Escluso (ES)          |
| Bianco  | Gara cancellata (C)   |

### Classifica scuderie
| Pos | Team              | MZA | MZA | HUN | HUN | BRN | BRN | DON | DON | OSC | OSC | VAL | VAL | MUG | MUG | Punti |
| --- | ----------------- | --- | --- | --- | --- | --- | --- | --- | --- | --- | --- | --- | --- | --- | --- | ----- |
| 1   | DAMS              | 4   | 2   | 2   | 1   | 6   | 2   | 11  | 11  | 1   | 2   | 1   | 1   | 5   | 2   | 238   |
| 1   | DAMS              | Rit | 10  | 5   | 4   | 8   | 8   |     |     | 10† | 5   | 5   | 14  | 6   | 13  | 238   |
| 2   | Campos Racing     | 6   | 4   | 6   | 3   | Rit | 10  | 5   | 2   | 2   | 3   | 6   | 2   | 1   | 1   | 190   |
| 2   | Campos Racing     | 9   | 15  | 9   | 9   | Rit | NP  | 7   | 9   | 5   | 11  | 8   | 4   | 8   | 6   | 190   |
| 3   | Lazarus           | 8   | 1   | 4   | 6   | 2   | 4   | 3   | 3   | 4   | 9   | 2   | 5   | 3   | 3   | 190   |
| 3   | Lazarus           | Ret | 9   | 7   | 14  | Ret | 5   | 13† | DNS | Ret | 10  | 4   | 6   | 7   | 5   | 190   |
| 4   | Super Nova Racing | 2   | 6   | 11  | 2   | 1   | 3   | 1   | 4   |     |     | 12  | 7   | 2   | 4   | 181   |
| 4   | Super Nova Racing | 11  | 7   |     |     | 4   | 6   | 2   | 5   |     |     |     |     |     |     | 181   |
| 5   | Ombra Racing      | 5   | 3   | 1   | 10  | 3   | 7   | 4   | 6   | 3   | 6   | 3   | 8   | 4   | 7   | 136   |
| 5   | Ombra Racing      | 7   | 12  | 14  | 11  |     |     | Ret | 10  | Ret | 12† | 14  | 13  | 12  | 11  | 136   |
| 6   | TP Formula        | 3   | 8   | 8   | 8   | 5   | 1   | 8   | 1   | 7   | 4   | 7   | 3   | 9   | 8   | 113   |
| 6   | TP Formula        |     |     | 13  | 16  | 7   | 13† | 10  | Ret | Ret | 8   | 11  | 10  | 10  | 10  | 113   |
| 7   | Griffitz Durango  | 1   | 5   | 3   | 7   | 9   | 11  | 9   | 7   | 8   | 1   | 10  | 9   | 11  | 9   | 78    |
| 7   | Griffitz Durango  | Rit | 14  | 15  | 13  | Rit | 12  | 12  | Rit | Rit | 13† | 15  | 12  | 13† | 14  | 78    |
| 8   | MP Motorsport     |     |     |     |     |     |     | 6   | 8   | 6   | 7   | 13  | 11  |     |     | 19    |
| 9   | Emmebi Motorsport | 10  | 13  | 12  | 12  | Rit | 14† |     |     |     |     |     |     |     |     | 1     |
| Pos | Team              | MZA | MZA | HUN | HUN | BRN | BRN | DON | DON | OSC | OSC | VAL | VAL | MUG | MUG | Punti |

| Colore  | Risultato             |
| ------- | --------------------- |
| Oro     | Vincitore             |
| Argento | 2º posto              |
| Bronzo  | 3º posto              |
| Verde   | Finito a punti        |
| Blu     | Finito senza punti    |
| Viola   | Ritirato (Rit)        |
| Viola   | Non classificato (NC) |
| Rosso   | Non qualificato (NQ)  |
| Nero    | Squalificato (SQ)     |
| Bianco  | Non partito (NP)      |
| Bianco  | Non ha gareggiato     |
| Bianco  | Infortunato (INF)     |
| Bianco  | Escluso (ES)          |
| Bianco  | Gara cancellata (C)   |